# Немецродо
Немецродо́ (рос. Немецродо, марій. Немецродо) — присілок у складі Совєтського району Марій Ел, Росія. Входить до складу Верх-Ушнурського сільського поселення.

## Населення
Населення — 34 особи (2010; 39 у 2002).
Національний склад (станом на 2002 рік):
- марі — 100 %